# الانتخابات في دومينيكا
تجري الانتخابات في دومينيكا منذ عام 1832. تنتخب دومينيكا هيئة تشريعية على المستوى الوطني. يتكون مجلس النواب من 32 عضواً، منهم 21 عضواً يُنتخبون لمدة خمس سنوات في دوائر انتخابية ذات مقعد واحد، و9 أعضاء معينين في مجلس الشيوخ، رئيس مجلس النواب وعضو واحد بحكم منصبه. ويتم انتخاب رئيس الدولة -الرئيس- من قبل مجلس النواب.
يوجد في دومينيكا نظام الحزبين، مما يعني أن هناك حزبين سياسيين مهيمنين، مما يجعل من الصعب للغاية على أي شخص تحقيق نجاح انتخابي تحت راية أي حزب آخر. كانت دومينيكا ذات يوم نظاماً مكوناً من ثلاثة أحزاب، حتى قام حزب العمال الدومينيكي وحزب حرية دومينيكا المتضائل بشكل كبير بتشكيل حكومة ائتلافية. فشل حزب حرية دومينيكا في الحصول على أي مقاعد لانتخاباتين متتاليتين، مما جعل حزب العمال المتحد هو المعارض الوحيد لحزب العمال الديمقراطي.

## ملحوظات
1. ↑  ويقرر النواب المنتخبون ما إذا كان سيتم انتخاب أعضاء مجلس الشيوخ أو تعيينهم. وفي حالة تعيينهم، يتم اختيار خمسة من قبل الرئيس بناءً على نصيحة رئيس الوزراء وأربعة بناءً على نصيحة زعيم المعارضة. وفي حالة انتخابه، يتم ذلك عن طريق تصويت النواب.

## روابط خارجية
- الموقع الرسمي
- أرشيف انتخابات آدم كار
- التصويت لانتخابات كومنولث دومينيكا ، KnowledgeWalk على الانترنت
- ملف الانتخابات - كومنولث دومينيكا ، المؤسسة الدولية للأنظمة الانتخابية (IFES)